# Polyonymie
Die Polyonymie (griech.) bezeichnet die Eigenschaft der Vielnamigkeit. Es bedeutet, dass einem Objekt, einer Person, einem Ort oder insbesondere ganzen Völkern oder sogar Gottheiten mehrere Namen zugeordnet werden. Polyonymie kommt besonders dann vor, wenn in verschiedenen Sprachen und Kulturen gleichzeitig Namen für oben genannte Dinge entstehen.

## Beispiele für Polyonymie
- Während ein römischer Name gewöhnlich aus drei festen Bestandteilen bestand, konnten die zwei letzten, der Gentilname und das Cognomen, auch mehrfach vorkommen, sodass einzelne hochrangige Römer zahlreiche Familien- und Beinamen trugen.[1] Beispiele dafür sind Titus Iulius Maximus Manlianus Brocchus Servilianus Aulus Quadronius Verus Lucius Servilius Vatia Cassius Camars, Quintus Roscius Coelius Murena Silius Decianus Vibullius Pius Iulius Eurycles Herculanus Pompeius Falco und Publius Delphius Peregrinus Alfius Alennius Maximus Curtius Valerianus Proculus Marcus Nonius Mucianus.
- Während Westeuropäer die Bezeichnung Griechen benutzen, ist bei Türken, Persern und anderen Völkern des Ostens die Bezeichnung Yunan üblich.
- Neben Deutschland (deutsch, siehe Teutonen) werden in anderen Sprachen die Bezeichnungen Germany (engl., siehe Germanen) oder Allemagne (französisch, siehe Alamannen) für die Bundesrepublik verwendet (siehe Deutsch in anderen Sprachen).
- Der Synkretismus des römischen Reiches in der Antike führte dazu, dass den griechischen Göttern neue Namen gegeben wurden. So wurde zum Beispiel aus Zeus Jupiter (Mythologie) und aus Hermes Mercurius.
- Der Gott der abrahamitischen Religionen besitzt die Vielnamigkeit. Neben dem im Christentum verwendeten Begriff Gott sind in anderen Religionsgruppen unter anderem auch Adonai, JHWH oder Jehova verbreitet.